# Théorie de l'intersection
En mathématiques, la théorie de l'intersection est la branche de la géométrie algébrique étudiant l'intersection de deux sous-variétés d'une variété, dont les premières idées sont déjà dans le théorème de Bézout sur les courbes et la théorie de l'élimination. La recherche se poursuit sur les cycles fondamentaux virtuels, les anneaux d'intersection quantiques, la théorie de Gromov-Witten et l'extension de la théorie de l'intersection des schémas aux champs algébriques.

## Forme d'intersection, version topologique
Pour une variété orientée connexe M dimension 2n, la forme d'intersection est une forme bilinéaire définie sur le n-ième groupe de cohomologie (en ce qu'on appelle middle dimension en anglais) par l'évaluation du cup-produit sur la classe fondamentale (en) {\displaystyle [M]} dans {\displaystyle H_{2n}(M,\partial M)}. Plus précisément, il existe une forme bilinéaire
{\displaystyle \lambda _{M}\colon H^{n}(M,\partial M)\times H^{n}(M,\partial M)\to \mathbf {Z} }
donnée par
{\displaystyle \lambda _{M}(a,b)=\langle a\smile b,[M]\rangle \in \mathbf {Z} }
et l'on a
{\displaystyle \lambda _{M}(a,b)=(-1)^{n}\lambda _{M}(b,a)\in \mathbf {Z} .}
C'est donc une forme symétrique pour {\displaystyle n} pair (donc {\displaystyle 2n=4k} est un multiple de quatre), auquel cas la signature topologique de {\displaystyle M} est par définition la signature de cette forme, et une forme alternée pour {\displaystyle n} impair (donc {\displaystyle 2n=4k+2}). Ces cas peuvent être traités uniformément avec la notion de forme ε-symétrique (en), où {\displaystyle \varepsilon =(-1)^{n}=\pm 1}. Il est  parfois possible de raffiner cette forme en une forme ε-quadratique mais cela nécessite des données supplémentaires telles qu'une trivialisation du fibré tangent. On peut supprimer la condition d'orientabilité en travaillant avec des coefficients dans {\displaystyle \mathbf {Z} /2\mathbf {Z} } au lieu des entiers.
Ces formes sont des invariants topologiques importants. Par exemple, un théorème de Michael Freedman exprime que les variétés de dimension 4 compactes simplement connexes sont (presque) déterminées par leur forme d'intersection (en) à homéomorphisme près.
Par dualité de Poincaré, on peut penser cet invariant géométriquement. Lorsque c'est possible, on choisit des sous-variétés {\displaystyle A} et {\displaystyle B} de dimension n dont les classes d'homologie sont les duaux de Poincaré de a et b . Alors {\displaystyle \lambda _{M}(a,b)} est le nombre d'intersection orienté (en) de {\displaystyle A} et {\displaystyle B}, qui est bien défini : en effet, puisque la somme des dimensions de {\displaystyle A} et {\displaystyle B} est la dimension de la variété ambiante {\displaystyle M}, ces sous-variétés se coupent génériquement en des points isolés. Cela explique le terme forme d'intersection.

## Théorie des intersections en géométrie algébrique
William Fulton, dans Intersection Theory (1984), écrit :

« ... si A et B sont des sous-variétés d'une variété non singulière X, le produit d'intersection A · B devrait être une classe d'équivalence de cycles algébriques étroitement liée à la façon dont {\displaystyle A\cap B}, {\displaystyle A} et {\displaystyle B} sont situées dans X. Deux cas extrêmes sont très familiers. Si l'intersection est propre, c'est-à-dire que dim(A ∩ B) = dim A + dim B − dim X, alors A · B est une combinaison linéaire des composantes irréductibles de A ∩ B, avec pour coefficients les multiplicités d'intersection. À l'autre extrême, si A = B est une sous-variété non singulière, la formule d'auto-intersection dit que A · B est représenté par la classe de Chern de degré maximal du fibré normal de A dans X . »

Donner une définition, dans le cas général, de la multiplicité d'intersection était le but principal d'André Weil dans son livre de 1946, Fondements de la géométrie algébrique. Les travaux de Bartel Leendert van der Waerden dans les années 1920 avaient déjà abordé la question ; dans l'école italienne de géométrie algébrique, ces idées étaient bien connues mais les questions fondamentales n’étaient pas abordées dans le même esprit.

### Cycles mouvants
Pour que la machinerie pour étudier l'intersection des cycles algébriques {\displaystyle V} et {\displaystyle W} fonctionne bien, il faut faire plus que prendre l'intersection ensembliste {\displaystyle V\cap W} des cycles en question. Si les deux cycles sont « en bonne position », alors le produit d'intersection, noté {\displaystyle V\cdot W}, devrait être constitué de l'intersection ensembliste des deux sous-variétés. Cependant les cycles peuvent être en mauvaise position, comme par exemple deux droites parallèles dans le plan ou un plan contenant une droite  dans un espace de dimension 3. Dans les deux cas, l’intersection devrait être un point, car, encore une fois, si un cycle était déplacé, ce serait l’intersection. L'intersection de deux cycles {\displaystyle V} et {\displaystyle W} est dite propre si la codimension de l'intersection (ensembliste) {\displaystyle V\cap W} est la somme des codimensions de {\displaystyle V} et {\displaystyle W}, respectivement, c'est-à-dire la valeur « attendue ».
Par conséquent, c'est le concept de cycles mouvants, qui repose sur des relations d'équivalence appropriées sur les cycles algébriques, qui est utilisé. L'équivalence doit être suffisamment grossière pour que, étant donné deux cycles {\displaystyle V} et {\displaystyle W} quelconques, il existe des cycles équivalents {\displaystyle V'} et {\displaystyle W'} tels que l'intersection {\displaystyle V'\cap W'} soit propre. Bien entendu, si {\displaystyle V''} et {\displaystyle W''} sont aussi équivalents à {\displaystyle V} et {\displaystyle W}, on veut que {\displaystyle V'\cap W'} soit équivalent à {\displaystyle V''\cap W''}.
Pour la théorie des intersections, l’équivalence rationnelle est la plus importante. En bref, deux cycles de dimension {\displaystyle r} sur une variété X sont rationnellement équivalents s'il existe une fonction rationnelle f sur une sous-variété Y de dimension {\displaystyle r+1} c'est-à-dire un élément du corps des fonctions (en) k(Y) ou, de manière équivalente, une fonction {\displaystyle f\colon Y\to \mathbf {P} ^{1}}, telle que {\displaystyle V-W=f^{-1}(0)-f^{-1}(\infty )}, où l'image réciproque  f −1(⋅) est comptée avec multiplicité. L'équivalence rationnelle répond aux besoins esquissés ci-dessus.

### Multiplicités d'intersection

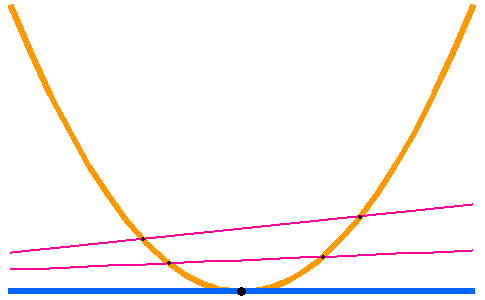
Intersection de droites et d'une parabole

Le principe directeur dans la définition des multiplicités d’intersection (en) de cycles est, dans un certain sens, la continuité. Considérons l'exemple élémentaire suivant : l'intersection de la parabole y = x2 et de l'axe y = 0 devrait être 2 · (0, 0). En effet, si l'un des cycles se déplace (dans un sens encore mal défini), il y a précisément deux points d'intersection qui convergent tous deux vers (0, 0) lorsque les cycles s'approchent de la position représentée. (La figure est trompeuse dans la mesure où l'intersection apparemment vide de la parabole et de la droite y = −3 est vide, c'est simplement que seules les solutions réelles des équations sont représentées.)
La première définition satisfaisante des multiplicités d'intersection a été donnée par Jean-Pierre Serre. Supposons que la variété ambiante X soit lisse (ou que tous les anneaux locaux soient réguliers). Soient en outre V et W deux sous-variétés (irréductibles, réduites et fermées), dont l'intersection est propre. La construction est locale, de sorte que les variétés peuvent être représentées par deux idéaux I et J dans l'anneau des fonctions sur X. Soit Z une composante irréductible de l'intersection ensembliste V ∩ W et soit z son point générique. La multiplicité de Z dans le produit d'intersection V · W est définie par
{\displaystyle \mu (Z;V,W):=\sum _{i=0}^{\infty }(-1)^{i}{\text{length}}_{{\mathcal {O}}_{X,z}}{\text{Tor}}_{i}^{{\mathcal {O}}_{X,z}}({\mathcal {O}}_{X,z}/I,{\mathcal {O}}_{X,z}/J),}
la somme alternée des longueurs (sur l'anneau local de X en z) des groupes de torsion des anneaux quotients correspondant aux sous-variétés. Cette expression est parfois appelée la formule Tor de Serre.
Remarques
- Le premier terme de la somme, la longueur de
{\displaystyle \left({\mathcal {O}}_{X,z}/I\right)\otimes _{{\mathcal {O}}_{X,z}}\left({\mathcal {O}}_{X,z}/J\right)={\mathcal {O}}_{Z,z}}
est la version « naïve » de la multiplicité ; cependant, comme le montre Serre, cela ne suffit pas.
- La somme est finie, car l'anneau local régulier {\displaystyle {\mathcal {O}}_{X,z}} a une dimension globale finie.
- Si l’intersection de V et W n’est pas propre, la multiplicité ci-dessus est nulle. Si elle l'est, la multiplicité est strictement positive. (Ces deux assertions ne résultent pas immédiatement de la définition.)
- En utilisant un argument de suite spectrale, on peut montrer que μ(Z; V, W) = μ(Z; W, V).

### L'anneau de Chow
L'anneau de Chow (en) est le groupe des cycles algébriques à équivalence rationnelle près muni du produit d'intersection commutatif suivant :
{\displaystyle V\cdot W:=\sum _{i}\mu (Z_{i};V,W)Z_{i}}
lorsque V et W s'intersectent transversalement, où {\displaystyle V\cap W=\bigcup \nolimits _{i}Z_{i}} est la décomposition de l'intersection ensembliste en composantes irréductibles.

### Auto-intersection
Étant donné deux sous-variétés V et W, on peut considérer leur intersection V ∩ W, mais il est également possible, même si c'est plus subtil, de définir l'auto-intersection d'une seule sous-variété.
Étant donné, par exemple, une courbe C sur une surface S, son intersection avec elle-même (en tant qu'ensemble) est simplement elle-même : C ∩ C = C. C'est évidemment correct et pourtant, ce n'est pas satisfaisant : étant donné deux courbes distinctes sur une surface (sans composante commune), elles se coupent en un ensemble de points, que l'on peut par exemple compter pour définir un nombre d'intersection. On peut souhaiter faire de même pour une seule courbe : l'analogie est que l'intersection de courbes distinctes équivaut à multiplier deux nombres : xy, tandis que l'auto-intersection équivaut au carré d'un seul nombre : x2. Formellement, il s'agit de passer d'une forme bilinéaire symétrique (multiplication) à une forme quadratique (carré).
Une solution géométrique à ce problème consiste à considérer l'intersection la courbe C non pas avec elle-même, mais avec une version légèrement décalée d'elle-même. Dans le plan, cela signifie simplement déplacer la courbe C dans une certaine direction, mais en général on parle de prendre une courbe C′ qui est linéairement équivalente (en) à C, et de définir l'auto-intersection {\displaystyle C\cdot C} comme le nombre d'intersection C · C′. Contrairement au cas de courbes distinctes C et D, les « points d'intersection » ne sont pas définis car ils dépendent du choix de C′, mais les « points d'auto-intersection de {\displaystyle C} » peuvent être interprétés comme k points génériques sur C, où k = C · C ou, plus précisément, comme le point générique de C pris avec multiplicité C · C.
Au lieu de la construction précédente, on peut « résoudre » (ou motiver) ce problème algébriquement en passant au dual : on considère la classe de [C] ∪ [C] – cela donne à la fois un nombre et soulève la question d’une interprétation géométrique. Il faut noter que passer aux classes de cohomologie revient à peu près à remplacer une courbe par un système linéaire.
Il faut savoir que le nombre d’auto-intersection peut être négatif, comme on le voit dans l’exemple ci-dessous.

#### Exemples
Soit L une droite dans le plan projectif P2. Elle a un nombre d'auto-intersection égal à 1 puisque toutes les autres droites la coupent une fois : on peut pousser L vers L′ et L · L′ = 1 (pour tout choix de L′), donc L · L = 1. En termes de formes d'intersection, on dit que le plan en a une de type x2 (il n'y a qu'une seule classe de droites et elles se coupent toutes).
Par contraste, dans le plan affine, on peut pousser L vers une droite parallèle, donc (en pensant géométriquement) le nombre de points d'intersection dépend du choix du décalage. On dit que « le plan affine n'a pas une bonne théorie de l'intersections ». En général, la théorie de l'intersection sur les variétés non projectives est beaucoup plus difficile.
Une droite dans P1 × P1 (qui peut aussi être interprétée comme la quadrique non singulière Q dans P3) a une auto-intersection 0, puisqu'une ligne peut être décalée en une autre qui ne la coupe pas. (C'est une surface réglée.) En termes de formes d'intersection, on dit que P1 × P1 en a une de type xy – il y a une base formée de deux classes de droites, lesquelles se coupent en un point (xy), mais qui n'ont aucune auto-intersection (pas de termes x2 ni y2).

#### Éclatements
Un exemple clé de nombres d'auto-intersection est le diviseur exceptionnel d'une éclatement, qui est une opération centrale en géométrie birationnelle. Étant donné une surface algébrique S, éclater un point crée une courbe C. Cette courbe C est reconnaissable à son genre, qui est 0, et à son nombre d'auto-intersection, qui est −1. (Ce n'est pas évident.) En particulier, P2 et P1 × P1 sont des surfaces minimales (en) (ce ne sont pas des éclatements) puisqu'elles n'ont pas de courbe dont l'auto-intersection est négative. En fait, le théorème de contraction (en) de Castelnuovo énonce la réciproque : chaque courbe de nombre d'auto-intersection –1 est la courbe exceptionnelle d'une éclatement – elle peut être « contractée » (blown down).

### Cours en ligne
- Andreas Gathman, « Algebraic Geometry » (version du 21 mai 2016 sur Internet Archive)
- Yichao Tian, « Course Notes in Intersection Theory »(Archive.org • Wikiwix • Archive.is • Google • Que faire ?)

### Ouvrages
- David Eisenbud et Joe Harris, 3264 and All That: A Second Course in Algebraic Geometry, Cambridge University Press, 2016 (ISBN 978-1-107-01708-5)
- William Fulton, Intersection theory, vol. 2, Berlin, New York, Springer-Verlag, coll. « Ergebnisse der Mathematik und ihrer Grenzgebiete. 3. Folge. A Series of Modern Surveys in Mathematics [Results in Mathematics and Related Areas. 3rd Series. A Series of Modern Surveys in Mathematics] », 1998 (ISBN 978-3-540-62046-4, MR 1644323)
- William Fulton et Lang Serge, Riemann-Roch Algebra (ISBN 978-1-4419-3073-6)
- Jean-Pierre Serre, Algèbre locale. Multiplicités, vol. 11, Berlin, New York, Springer-Verlag, coll. « Cours au Collège de France, 1957--1958, rédigé par Pierre Gabriel. Seconde édition, 1965. Lecture Notes in Mathematics », 1965 (MR 0201468)